# Pattinaggio di velocità ai XX Giochi olimpici invernali
Le gare di pattinaggio di velocità ai XX Giochi olimpici invernali si sono svolte dall'11 al 25 febbraio all'Oval Lingotto di Torino.

## Gare maschili

### 500 m

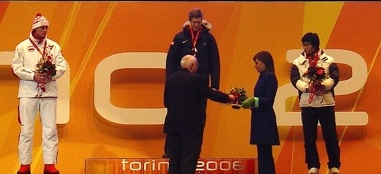
Premiazione dei 500m maschili.1° Joey Cheek, USA (centro), 2° Dmitry Dorofeyev, RUS (sinistra), 3° Lee Kang-Seok, KOR (destra)

Torino - 13 febbraio 2006
| Pos. | Atleta            | Nazione       | Tempo                   |
| ---- | ----------------- | ------------- | ----------------------- |
| 1    | Joey Cheek        | Stati Uniti   | 1'09"76 (34"82 + 34"94) |
| 2    | Dimitri Dorofeyev | Russia        | 1'10"41 (35"24 + 35"17) |
| 3    | Lee Kang-seok     | Corea del Sud | 1'10"43 (35"34 + 35"09) |
| 4    | Yuya Oikawa       | Giappone      | 1'10"56 (35"35 + 35"21) |
| 5    | Fengtong Yu       | Cina          | 1'10"68 (35"39 + 35"29) |
| 6    | Joji Kato         | Giappone      | 1'10"78 (35"59 + 35"19) |

### 1000 m
Torino - 18 febbraio 2006
| Pos. | Atleta          | Nazione       | Tempo   |
| ---- | --------------- | ------------- | ------- |
| 1    | Shani Davis     | Stati Uniti   | 1'08"89 |
| 2    | Joey Cheek      | Stati Uniti   | 1'09"16 |
| 3    | Erben Wennemars | Paesi Bassi   | 1'09"32 |
| 4    | Kyou-Hyuk Lee   | Corea del Sud | 1'09"37 |
| 5    | Jan Bos         | Paesi Bassi   | 1'09"42 |
| 6    | Chad Hedrik     | Stati Uniti   | 1'09"45 |

### 1500 m
Torino - 21 febbraio 2006
| Pos. | Atleta          | Nazione     | Tempo   |
| ---- | --------------- | ----------- | ------- |
| 1    | Enrico Fabris   | Italia      | 1'45"97 |
| 2    | Shani Davis     | Stati Uniti | 1'46"13 |
| 3    | Chad Hedrick    | Stati Uniti | 1'46"22 |
| 4    | Simon Kuipers   | Paesi Bassi | 1'46"58 |
| 5    | Erben Wennemars | Paesi Bassi | 1'46"71 |
| 6    | Ivan Skobrev    | Russia      | 1'46"91 |

### 5000 m
Torino - 11 febbraio 2006
| Pos. | Atleta         | Nazione     | Tempo   |
| ---- | -------------- | ----------- | ------- |
| 1    | Chad Hedrick   | Stati Uniti | 6'14"68 |
| 2    | Sven Kramer    | Paesi Bassi | 6'16"40 |
| 3    | Enrico Fabris  | Italia      | 6'18"25 |
| 4    | Carl Verheijen | Paesi Bassi | 6'18"84 |
| 5    | Arne Dankers   | Canada      | 6'21"26 |
| 6    | Bob de Jong    | Paesi Bassi | 6'22"12 |

### 10000 m
Torino - 24 febbraio 2006
| Pos. | Atleta         | Nazione     | Tempo    |
| ---- | -------------- | ----------- | -------- |
| 1    | Bob de Jong    | Paesi Bassi | 13'01"57 |
| 2    | Chad Hedrick   | Stati Uniti | 13'05"40 |
| 3    | Carl Verheijen | Paesi Bassi | 13'08"80 |
| 4    | Oystein Grodum | Norvegia    | 13'12"58 |
| 5    | Lasse Sætre    | Norvegia    | 13'12"93 |
| 6    | Ivan Skobrev   | Russia      | 13'17"54 |

### Inseguimento a squadre

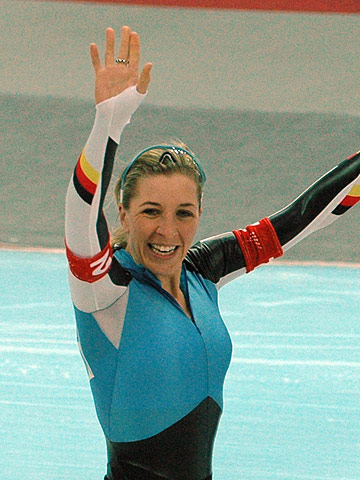
Anni Friesinger, Torino 2006

Torino - 15 e 16 febbraio 2006
| Pos. | Nazione     | Atleti                                                                                  | Tempo   |
| ---- | ----------- | --------------------------------------------------------------------------------------- | ------- |
| 1    | Italia      | Matteo Anesi Enrico Fabris Ippolito Sanfratello (Stefano Donagrandi) (Ermanno Ioriatti) | 3'44"46 |
| 2    | Canada      | Arne Dankers Steven Elm Justin Warsylewicz (Denny Morrison) (Jason Parker)              | 3'47"28 |
| 3    | Paesi Bassi | Sven Kramer Mark Tuitert Carl Verheijen (Rintje Ritsma) (Erben Wennemars)               | 3'44"53 |
| 4    | Norvegia    | Håvard Bøkko Eskil Ervik Mikael Flygind-Larsen (Oystein Godrum) (Lasse Sætre)           | 3'45"96 |
| 5    | Russia      | Aleksandr Kibalko Dmitri Shepel Ivan Skobrev (Artyom Detyshev) (Yevgeny Lalenkov)       | 3'46"91 |
| 6    | Stati Uniti | K C Boutiette Charles Ryan Leveille Cox Clay Mull (Chad Hedrick) (Derek Parra)          | 3'49"73 |

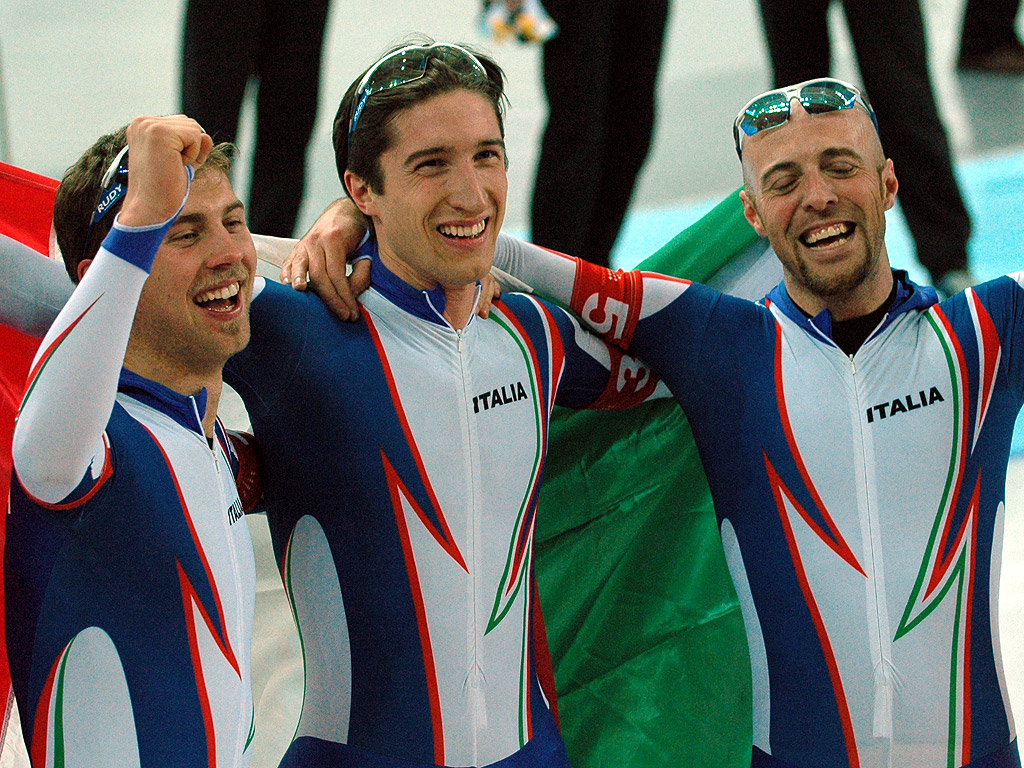
Matteo Anesi, Enrico Fabris e Ippolito Sanfratello festeggiano la medaglia d'oro

Fra parentesi i componenti della squadra che non hanno corso la finale

## Gare femminili

### 500 m
Torino - 14 febbraio 2006
| Pos. | Atleta           | Nazione       | Tempo                    |
| ---- | ---------------- | ------------- | ------------------------ |
| 1    | Svetlana Zhurova | Russia        | 1'16""57 (38"23 + 38"34) |
| 2    | Manli Wang       | Cina          | 1'16""78 (38"31 + 38"47) |
| 3    | Hui Ren          | Cina          | 1'16""87 (38"60 + 38"27) |
| 4    | Tomomi Okazaki   | Giappone      | 1'16""92 (38"46 + 38"46) |
| 5    | Sang Hva Lee     | Corea del Sud | 1'17""04 (38"69 + 38"35) |
| 6    | Jenny Wolf       | Germania      | 1'17""25 (38"70 + 38"55) |

### 1000 m
Torino - 19 febbraio 2006
| Pos. | Atleta          | Nazione     | Tempo   |
| ---- | --------------- | ----------- | ------- |
| 1    | Marianne Timmer | Paesi Bassi | 1'16"05 |
| 2    | Cindy Klassen   | Canada      | 1'16"09 |
| 3    | Anni Friesinger | Germania    | 1'16"11 |
| 4    | Ireen Wüst      | Paesi Bassi | 1'16"39 |
| 5    | Kristina Groves | Canada      | 1'16"54 |
| 6    | Barbara de Loor | Paesi Bassi | 1'16"73 |

### 1500 m
Torino - 22 febbraio 2006
| Pos. | Atleta             | Nazione     | Tempo   |
| ---- | ------------------ | ----------- | ------- |
| 1    | Cindy Klassen      | Canada      | 1'55"27 |
| 2    | Kristina Groves    | Canada      | 1'56"74 |
| 3    | Ireen Wüst         | Paesi Bassi | 1'56"90 |
| 4    | Anni Friesinger    | Germania    | 1'57"31 |
| 5    | Chiara Simionato   | Italia      | 1'58"76 |
| 6    | Ekaterina Lobyševa | Russia      | 1'58"87 |

### 3000 m
Torino - 12 febbraio 2006
| Pos. | Atleta                 | Nazione     | Tempo   |
| ---- | ---------------------- | ----------- | ------- |
| 1    | Ireen Wüst             | Paesi Bassi | 4'02"43 |
| 2    | Renate Groenewold      | Paesi Bassi | 4'03"48 |
| 3    | Cindy Klassen          | Canada      | 4'04"37 |
| 4    | Anni Friesinger        | Germania    | 4'04"59 |
| 5    | Claudia Pechstein      | Germania    | 4'05"54 |
| 6    | Daniela Anschütz Thoms | Germania    | 4'06"89 |

### 5000 m
Torino - 25 febbraio 2006
| Pos. | Atleta                  | Nazione   | Tempo   |
| ---- | ----------------------- | --------- | ------- |
| 1    | Clara Hughes            | Canada    | 6'59"07 |
| 2    | Claudia Pechstein       | Germania  | 7'00"08 |
| 3    | Cindy Klassen           | Canada    | 7'00"57 |
| 4    | Martina Sáblíková       | Rep. Ceca | 7'01"38 |
| 5    | Daniela Anschuetz Thoms | Germania  | 7'02"82 |
| 6    | Kristina Groves         | Canada    | 7'03"95 |

### Inseguimento a squadre
Torino - 15 e 16 febbraio 2006
| Pos. | Nazione     | Atlete                                                   | Tempo                       |
| ---- | ----------- | -------------------------------------------------------- | --------------------------- |
| 1    | Germania    | Daniela Anschütz-Thoms Anni Friesinger Claudia Pechstein | 3'01"25                     |
| 2    | Canada      | Kristina Groves Clara Hughes Christine Nesbitt           | 3'02"91                     |
| 3    | Russia      | Ekatrina Abramova Ekaterina Lobyševa Svetlana Vysokova   | Sorpasso delle avversarie   |
| 4    | Giappone    | Eriko Ishino Hiromi Otsu Maki Tabata                     | Sorpassate dalle avversarie |
| 5    | Stati Uniti | Margaret Crowley Maria Lamb Catherine Raney              | 3'04"22                     |
| 6    | Paesi Bassi | Gretha Smit Paulien van Deutekom Ireen Wüst              | 3'05"62                     |

## Medagliere per nazioni
| Pos. | Paese         | Oro | Argento | Bronzo | Totale |
| ---- | ------------- | --- | ------- | ------ | ------ |
| 1    | Stati Uniti   | 3   | 3       | 1      | 7      |
| 2    | Paesi Bassi   | 3   | 2       | 4      | 9      |
| 3    | Canada        | 2   | 4       | 2      | 8      |
| 4    | Italia        | 2   | 0       | 1      | 3      |
| 5    | Russia        | 1   | 1       | 1      | 3      |
|      | Germania      | 1   | 1       | 1      | 3      |
| 7    | Cina          | 0   | 1       | 1      | 2      |
| 8    | Corea del Sud | 0   | 0       | 1      | 1      |